# Tinea cruris
Tinea cruris (Syn. Tinea granulomatosa follicularis et nodularis cruris, „Indische Wäscherflechte“) ist eine chronisch verlaufende Dermatophytose des Unterschenkels. Im angloamerikanischen Sprachraum wird der Begriff fälschlicherweise mit der Tinea inguinalis synonym gebraucht. Ursache ist ein Verschleppen von Dermatophyten bei der Beinrasur bei vorbestehendem Fußpilz oder Nagelpilz der Füße. Die Erkrankung tritt vor allem bei Frauen auf und zeigt sich an den Außenseiten der Unterschenkel. Sie manifestiert sich als braun- oder blaurötliche, erbsengroße Knötchen der Haarfollikel mit schuppigem Rand, die mit starkem Juckreiz verbunden sind.
Die Behandlung erfolgt meist systemisch mit Antimykotika.